# Markaz Bilbays
Markaz Bilbays (arabiska: مركز بلبيس) är en region i Egypten.   Den ligger i guvernementet ash-Sharqiyya, i den norra delen av landet, 50 km nordost om huvudstaden Kairo.